# Lucilectric
Lucilectric war eine deutsche Musikgruppe aus Berlin mit Sängerin Luci van Org. Produzent von Lucilectric war Ralf Goldkind, der auch selbst in der Band spielte. Begleitmusiker waren 1993 Andy Birr, Sohn des Puhdy-Sängers Dieter Birr, und Henry Finkenwirth.

## Geschichte
Lucilectric veröffentlichte im Frühjahr 1994 den Titel Mädchen, der zum Charthit wurde. Aufgrund des Erfolgs des Titels wird die Gruppe gelegentlich als One-Hit-Wonder eingestuft, obwohl auch das gleichnamige Studioalbum, dessen Titel von Annette Humpe und Andreas Herbig produziert wurden, zusammen mit der zweiten Single Hey Süsser (Nummer-eins-Hit in Österreich) ebenso erfolgreich waren. Das zweite Album Süß und gemein erschien 1996 und wurde ebenfalls von Humpe und Herbig produziert und brachte die Singles Liebe macht dumm und Fernsehen hervor. Der Titel Kondom des Grauens diente als Soundtrack für den gleichnamigen Film von Martin Walz. 1997 folgte die Single Bye-Bye und ihr drittes und zugleich letztes Studioalbum Tiefer, auf dem der Titel Der Allerschärfste enthalten ist, der auf dem Tributealbum Götterdämmerung der Berliner Punkrockband Die Ärzte enthalten ist. 1999 löste sich die Band auf.

## Diskografie

### Studioalben
| Jahr | Titel Musiklabel                       | Höchstplatzierung, Gesamtwochen, AuszeichnungChartplatzierungen (Jahr, Titel, Musiklabel, Platzierungen, Wochen, Auszeichnungen, Anmerkungen) | Höchstplatzierung, Gesamtwochen, AuszeichnungChartplatzierungen (Jahr, Titel, Musiklabel, Platzierungen, Wochen, Auszeichnungen, Anmerkungen) | Höchstplatzierung, Gesamtwochen, AuszeichnungChartplatzierungen (Jahr, Titel, Musiklabel, Platzierungen, Wochen, Auszeichnungen, Anmerkungen) | Anmerkungen                                             |
| Jahr | Titel Musiklabel                       | DE | AT | CH | Anmerkungen                                             |
| ---- | -------------------------------------- | --- | --- | --- | ------------------------------------------------------- |
| 1994 | Mädchen Sing Sing Records (BMG)        | DE14 (22 Wo.)DE | AT20 Gold · (16 Wo.)AT | CH20 (8 Wo.)CH | Erstveröffentlichung: 25. April 1994 Verkäufe: + 25.000 |
| 1996 | Süß und gemein Sing Sing Records (BMG) | — | AT45 (3 Wo.)AT | — | Erstveröffentlichung: 12. August 1996                   |
| 1997 | Tiefer Electrola (EMI)                 | — | — | — | Erstveröffentlichung: 1997                              |

### Kompilationen
| Jahr | Titel Musiklabel  | Höchstplatzierung, Gesamtwochen, AuszeichnungChartplatzierungen (Jahr, Titel, Musiklabel, Platzierungen, Wochen, Auszeichnungen, Anmerkungen) | Höchstplatzierung, Gesamtwochen, AuszeichnungChartplatzierungen (Jahr, Titel, Musiklabel, Platzierungen, Wochen, Auszeichnungen, Anmerkungen) | Höchstplatzierung, Gesamtwochen, AuszeichnungChartplatzierungen (Jahr, Titel, Musiklabel, Platzierungen, Wochen, Auszeichnungen, Anmerkungen) | Anmerkungen                          |
| Jahr | Titel Musiklabel  | DE | AT | CH | Anmerkungen                          |
| ---- | ----------------- | --- | --- | --- | ------------------------------------ |
| 1998 | Hey Süsser Ariola | — | — | — | Erstveröffentlichung: 8. Januar 1998 |

### Singles
| Jahr | Titel Album                       | Höchstplatzierung, Gesamtwochen, AuszeichnungChartplatzierungen (Jahr, Titel, Album, Platzierungen, Wochen, Auszeichnungen, Anmerkungen) | Höchstplatzierung, Gesamtwochen, AuszeichnungChartplatzierungen (Jahr, Titel, Album, Platzierungen, Wochen, Auszeichnungen, Anmerkungen) | Höchstplatzierung, Gesamtwochen, AuszeichnungChartplatzierungen (Jahr, Titel, Album, Platzierungen, Wochen, Auszeichnungen, Anmerkungen) | Anmerkungen                                    |
| Jahr | Titel Album                       | DE | AT | CH | Anmerkungen                                    |
| ---- | --------------------------------- | --- | --- | --- | ---------------------------------------------- |
| 1993 | Mädchen                           | DE2 Gold · (23 Wo.)DE | AT3 Gold · (13 Wo.)AT | CH5 (18 Wo.)CH | Erstveröffentlichung: 1993 Verkäufe: + 275.000 |
| 1994 | Hey Süßer Mädchen                 | DE33 (18 Wo.)DE | AT1 Gold · (21 Wo.)AT | CH28 (6 Wo.)CH | Erstveröffentlichung: 1994 Verkäufe: + 25.000  |
| 1994 | Warum? Mädchen                    | — | — | — | Erstveröffentlichung: Dezember 1994            |
| 1996 | Kondom des Grauens Süß und gemein | — | — | — | Erstveröffentlichung: 1996                     |
| 1996 | Liebe macht dumm Süß und gemein   | DE89 (4 Wo.)DE | AT20 (8 Wo.)AT | — | Erstveröffentlichung: 1996                     |
| 1996 | Fernsehen Süß und gemein          | DE92 (2 Wo.)DE | — | — | Erstveröffentlichung: 1996                     |
| 1997 | Bye-Bye Tiefer                    | — | — | — | Erstveröffentlichung: 1997                     |

### Musikvideos
| Jahr | Titel            | Regisseur(e)    |
| ---- | ---------------- | --------------- |
| 1993 | Mädchen          | Rainer Thieding |
| 1994 | Hey Süsser       | Rainer Thieding |
| 1994 | Warum?           | Rainer Thieding |
| 1996 | Liebe macht dumm | Doro            |
| 1996 | Fernsehen        | Rainer Thieding |
| 1997 | Bye-Bye          |                 |

## Auszeichnungen
Comet
- 1995: in der Kategorie „Ladies Act“

RSH-Gold
- 1995: in der Kategorie „Newcomer“[14]